# ISO 3166-2:2011-12-13 corrigé
Pour un article plus général, voir ISO 3166-2.
Cet article résume le contenu du bulletin d’information ISO 3166-2:2011-12-13 corrigé (no II-3 du 13 décembre 2011, corrigé le 15 décembre 2011) qui met à jour la seconde édition de la norme ISO 3166-2 publiée en 2007.
Les codifications de 52 pays étaient concernés par cette mise à jour. Certains pays étaient concernés par plusieurs types de mise à jour.

## Suppression de code
1 ancien pays est concerné :
- AN (Antilles néerlandaises)

## Ajout de code
5 pays sont concernés :
- AW (Aruba)
- BQ (Bonaire, Saint-Eustache et Saba)
- CW (Curaçao)
- SS (Soudan du Sud)
- SX (Saint-Martin (partie néerlandaise))

## Ajout du préfixe au premier niveau
5 pays sont concernés :
- AZ (Azerbaïdjan)
- BD (Bangladesh)
- BE (Belgique)
- GQ (Guinée équatoriale)
- NP (Népal)

## Ajustement de la romanisation du nom du pays
3 pays sont concernés :
- BD (Bangladesh)
- BG (Bulgarie)
- ER (Érythrée)

## Données modifiées ou complétées
Il s'agit le plus souvent de mises à jour résultant de la réalité du découpage administratif ou linguistique, de la modification de la liste ou du code source.
46 pays étaient concernés :
| - AF (Afghanistan) - AZ (Azerbaïdjan) - BD (Bangladesh) - BE (Belgique) - BG (Bulgarie) - BS (Bahamas) - CV (Cap-Vert) - DJ (Djibouti) - DK (Danemark) - ER (Érythrée) | - FI (Finlande) - FR (France) - GB (Grande-Bretagne) - GQ (Guinée équatoriale) - HN (Honduras) - HR (Croatie) - HT (Haïti) - ID (Indonésie) - IE (Irlande) - IN (Inde) | - JO (Jordanie) - KW (Koweït) - LS (Lesotho) - LV (Lettonie) - MC (Monaco) - ME (Monténégro) - MK (Macédoine) - MM (Myanmar) - MV (Maldives) - NL (Pays-Bas) | - NO (Norvège) - NP (Népal) - NR (Nauru) - PG (Papouasie-Nouvelle-Guinée) - PK (Pakistan) - PL (Pologne) - PS (Palestine) - QA (Qatar) - SA (Arabie saoudite) | - SD (Soudan) - SE (Suède) - SH (Sainte-Hélène, Ascension et Tristan da Cunha) - TL (Timor-Leste) - TN (Tunisie) - TR (Turquie) - VN (Vietnam) |

## Divers
L'annexe C de la norme est également mise à jour du fait de la réalité des langues administratives et de leurs codets.